# La Chapelle-Rablais
La Chapelle-Rablais is een gemeente in het Franse departement Seine-et-Marne (regio Île-de-France) en telt 779 inwoners (1999). De plaats maakt deel uit van het arrondissement Provins.

## Geografie
De oppervlakte van La Chapelle-Rablais bedraagt 15,4 km², de bevolkingsdichtheid is 50,6 inwoners per km².
De onderstaande kaart toont de ligging van La Chapelle-Rablais met de belangrijkste infrastructuur en aangrenzende gemeenten.

## Demografie
Onderstaande figuur toont het verloop van het inwonertal (bron: INSEE-tellingen).